# Sanç IV de Pamplona
Sanç IV de Pamplona o Sanç Garcés IV, dit el de Peñalén (ca. 1039 - Peñalén, Guadalajara, 1076) fou rei de Navarra (1054-1076).

## Orígens familiars
Fill de Garcia IV Sanxes III de Navarra i Estefania de Foix, succeí al seu pare a la mort d'aquest el 1054 a la batalla d'Atapuerca.
Va ascendir al tron als catorze anys, rebé però la guia de la seva mare fins al 1058, any en què fou considerat major d'edat.

## Conflictes externs
S'alià amb el seu oncle Ramir I d'Aragó i junts assetjaren la taifa de Saragossa per obtenir la submissió de Motcadir. Aquest però pagà per no ser sotmès i va intentar enfrontar Sanç IV amb el seu cosí Sanç I d'Aragó i Pamplona, el qual havia succeït al seu pare el 1063.
Sanç IV hagué de suportar diversos conflictes a les terres de Castella que restaven sota poder navarrès. Les pretensions expansionistes de Sanç II de Castella, que obligaren Navarra a mantenir ben fortificades les fronteres del regne, van fer esclatar la guerra dels tres Sançs el 1067, per la qual el rei de navarra, aliat amb el seu cosí Sanç d'Aragó, va aconseguir derrotar el rei castellà.

## Núpcies i descendents
Es casà vers el 1068 amb Placencia de Normandia, d'origen francès. D'aquest matrimoni nasqueren:
- l'infant Garcia de Navarra, mort jove
- l'infant Garcia de Navarra (? -d 1091), rei titular de Navarra

Tingué diversos fills il·legítims:
- l'infant Ramon Sanxes, senyor d'Esquiroz
- la infanta Urraca Sanxes, religiosa

## Mort i successió
Fou assassinat el 4 de juny de 1076 a Peñalén, víctima d'una conjura política provocada pels seus germans. Així durant una cacera, el seu germà Ramon de Navarra, el precipità al buit des del capdamunt d'una roca.
La seva mort va provocar la decadència de la monarquia navarresa amb la conseqüent invasió de Navarra per part d'Alfons VI de Castella que ocupà La Rioja i aconseguí el domini sobre la Senyoria de Biscaia, i també per part de Sanç I d'Aragó i Pamplona, que fou proclamat rei de Navarra amb el nom de Sanç V de Navarra.

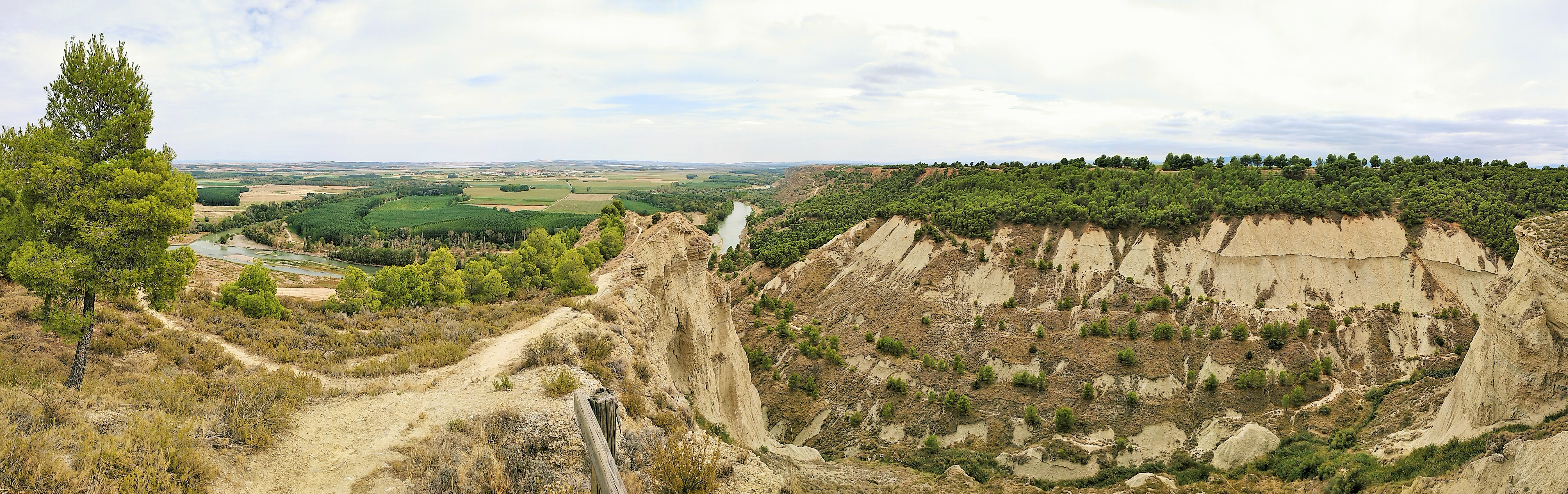
Lloc de l'assassinat de Sanç à Peñalen, amb la confluencia dels rius Aragon y Arga al fons à l'esquerra